# Гері Андерсон
Ґері Андерсон (англ. Gary Anderson, нар. 22 грудня 1970 року в місті Аймут), шотландський професійний гравець у дартс, дворазовий чемпіон світу PDC (2015, 2016). Відомий як The Flying Scotsman. Під час участі в турнірах BDO був відомий як Dreamboy. Завоювавши свій перший титул чемпіона світу у віці 44 років, Андерсон став в той момент найвіковішим гравцем, який вперше виграв чемпіонат світу PDC.

## Кар'єра вPDC
У 2019 році Шотландія за яку виступали Гері Андерсон i Пітер Райт, вперше виграла кубок світу PDC серед команд.